# Pierre Barbet (pisarz)
Pierre Barbet, a właściwie Claude Avice (ur. 16 maja 1925, zm. 20 lipca 1995) – francuski pisarz fantastyki. Najczęściej wykorzystywał pseudonim Pierre Barbett, jednak wydawał też pod imionami Olivier Sprigel oraz David Maine. Część jego książek została przetłumaczona na język angielski i wydana przez DAW Books. Zadebiutował w 1962 roku powieścią Vers un avenir perdu. Był współzałożycielem Europejskiego Stowarzyszenia Science Fiction, gdzie przez kilka kadencji pełnił rolę koordynatora.

## Publikacje
- Vers un Avenir Perdu (1962)
- Babel 3805 (1962)
- Les Limiers de l'Infini (1966)
- Les Cavernicoles de Wolf (1966)
- L'Étoile du Néant  (1967)
- Le Secret des Quasars (1967)
- Hallali Cosmique (1967)
- La Planète des Cristophons (1968)
- Évolution Magnétique (1968)
- Vikings de l'Espace (1969)
- Les Chimères de Seginus (1969)
- L'Exilé du Temps (1969)
- Étoiles en Perdition (1970)
- Les Maîtres des Pulsars (1970)
- Les Grognards d'Éridan (1970)
- L'Agonie de la Voie Lactée (1970)
- Les Conquistadores d'Andromède (1971)
- Le Transmetteur de Ganymède (1971)
- Azraec de Virgo (1971)
- A Quoi Songent les Psyborgs? (1971)
- L'Empire du Baphomet (1972)
- Les Insurgés de Laucor (1972)
- La Planète Empoisonnée (1972)
- Tremplins d'Étoiles  (1972)
- Les Disparus du Club Chronos (jako David Maine) (1972)
- La Planète Enchantée (1973)
- Liane de Noldaz (1973)
- Les Bioniques d'Atria (1973)
- Le Bâtard d'Orion (1973)
- L'Univers des Géons (1974)
- Magiciens Galactiques (1974)
- Les Mercenaires de Rychna (1974)
- Croisade Stellaire (1974)
- La Nymphe de l'Espace (1975)
- Patrouilleur du Néant (1976)
- Ambassade Galactique  (1976)
- Guérilléro Galactique (jako David Maine) (1976)
- Crépuscule du Futur (jako Olivier Sprigel) (1976)
- Vénusine (jako Olivier Sprigel) (1977)
- Commandos sur Commande (1978)
- Odyssée Galactique (1978)
- Lendemains Incertains (jako Olivier Sprigel) (1978)
- Trafic Stellaire (1979)
- Oasis de l'Espace (1979)
- Périple Galactique (1980)
- Le Maréchal Rebelle (1980)
- Renaissance Planétaire (jako David Maine) (1980)
- Cité des Astéroïdes (1981)
- Les Psychos de Logir (1981)
- Cités Interstellaires  (1982)
- Survivants de l'Apocalypse (1982)
- Invasion Cosmique (jako David Maine) (1982)
- L'Empereur d'Éridan (1982)
- Les Charognards de Snien (1983)
- Rome Doit Être Detruite (1983)
- Les Colons d'Éridan (1984)
- Carthage Sera Détruite (1984)
- Eldorado Stellaire (1985)
- Cités Biotiques  (1985)
- Téléclones (1985)
- Putsch Galactique (1985)
- Glaciation Nucléaire (1986)
- La Croisade des Assassins (1986)
- Temps Changeants  (1986)
- Défense Spatiale (1987)
- Captifs de Corvus  (1987)
- Un Reich de 1000 Ans  (1987)
- Objectif: Mars 2005 (1987)
- Option Zéro (1988)
- Soleil de Mort (1990)
- L'Ere du Spatiopithèque (1991)